# Rubus playfairianus
Rubus playfairianus är en rosväxtart som beskrevs av William Botting Hemsley och Wilhelm Olbers Focke. Rubus playfairianus ingår i släktet rubusar, och familjen rosväxter. Utöver nominatformen finns också underarten R. p. stenophyllus.